# Șopteriu, Bistrița-Năsăud
Șopteriu (în maghiară Septér) este un sat în comuna Urmeniș din județul Bistrița-Năsăud, Transilvania, România. La recensământul din 2002 avea o populație de 470 locuitori.

## Geografie
Localitatea Șopteriu este situată în Câmpia Transilvaniei, într-un teritoriu ce abundă în denivelări, la o altitudine de peste 400 de metri. Actualmente, localitatea aparține comunei Urmeniș, care se află în partea sudică a județului Bistrița-Năsăud.

## Istoric
Cel mai vechi document în care se pomenește despre această localitate și se folosește denumirea „Septer”, datează din 12 mai 1321, scris în limba latină și semnat de Carol Robert, regele Ungariei, la Timișoara. Din acest document și din cele următoare din 11 septembrie 1321, 10 aprilie 1329 și 5 septembrie 1412, aflăm că această localitate a aparținut voievodului Transilvaniei, Ladislau, apoi regelui Ungariei, pe urmă devine domeniu feudal al diferiților nobili maghiari. 

## Vechea mănăstire
În anul 1765 trăia aici preotul Mitru. în conscripția episcopului Atanasie Rednic din 1765 se spune că mănăstirea dispunea de un arător de 4 găleți și de un fânaț de 2 care de fân. Pădurea, care prețuia 600 fl., au ocupat-o stăpânii satului, cei 30 de stupi i-au luat sătenii, dimpreună cu casa călugărească.

## Personalități

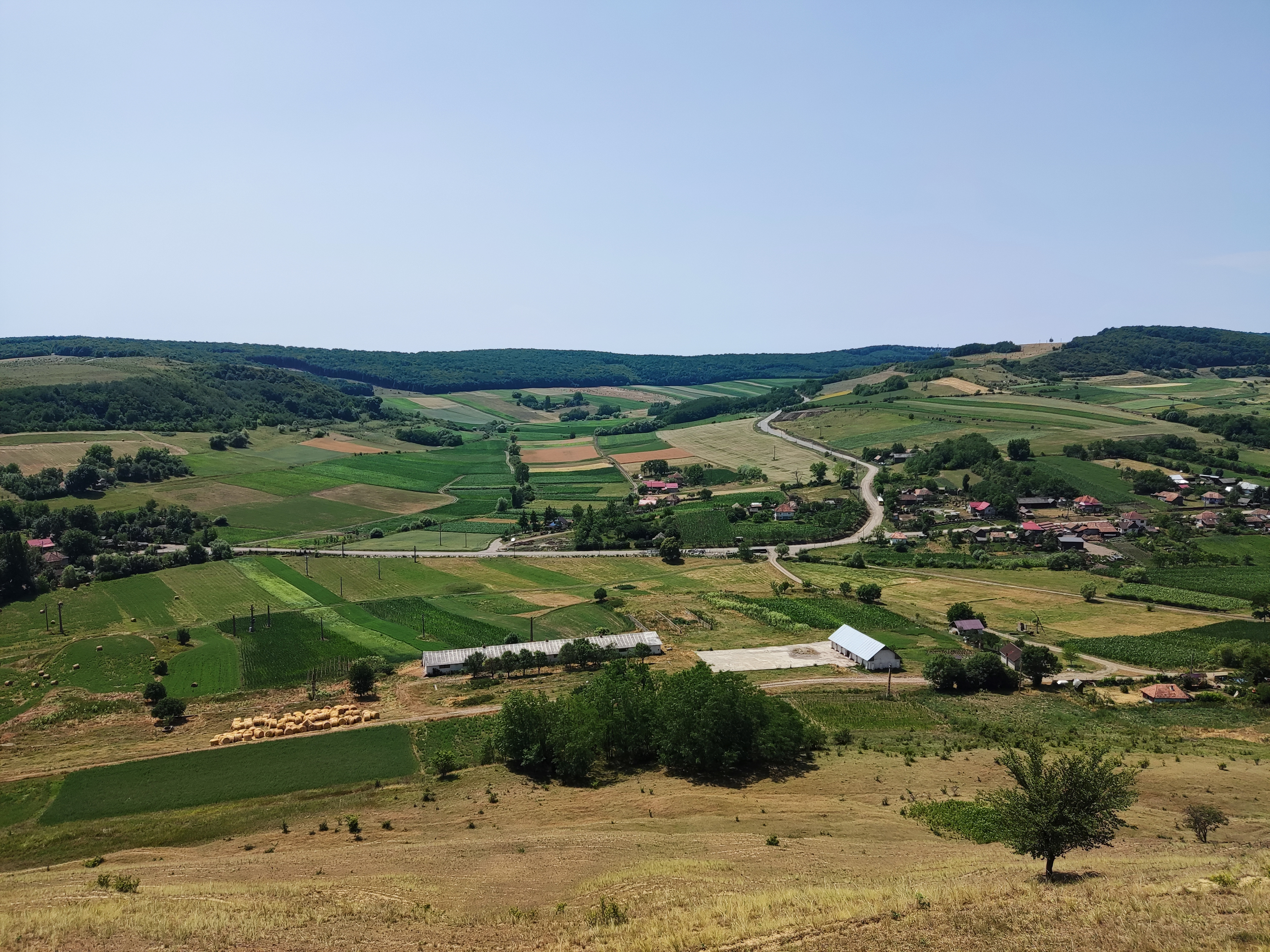
Vedere de pe dealul mare

- Vedere de pe dealul mareAlexandru Dobra (1794-1870), primul episcop al Eparhiei de Lugoj

## Galerie de imagini

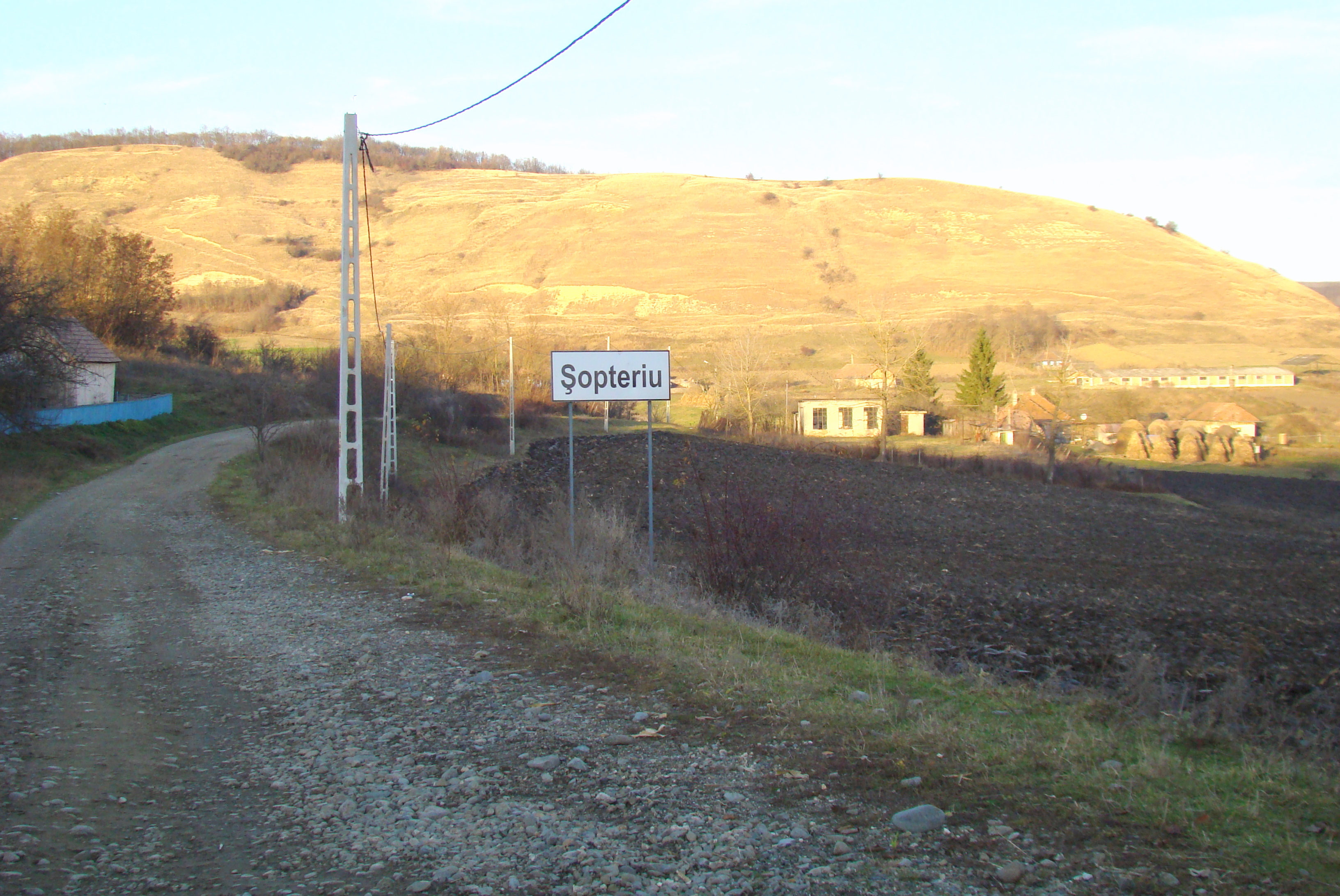
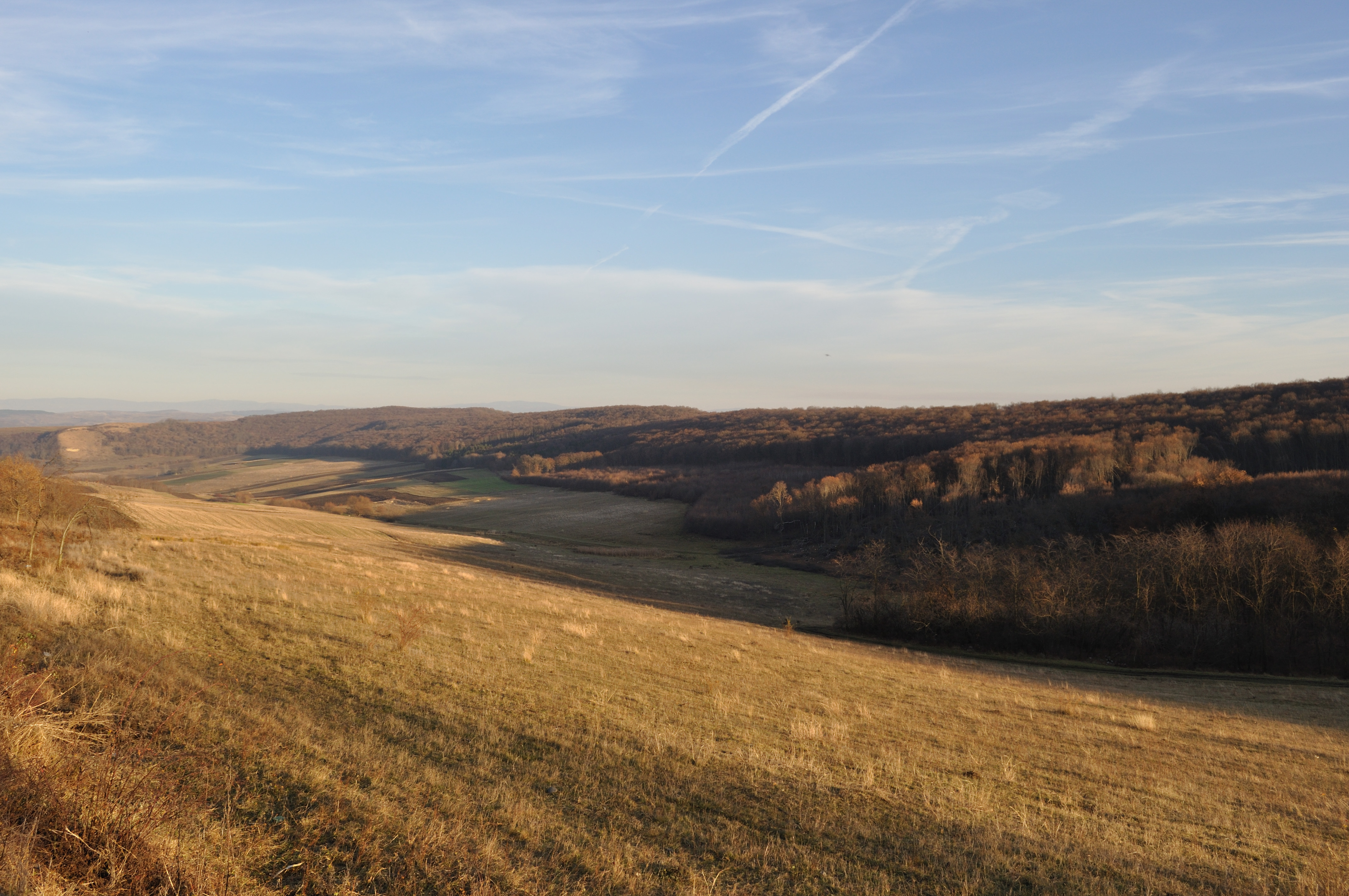

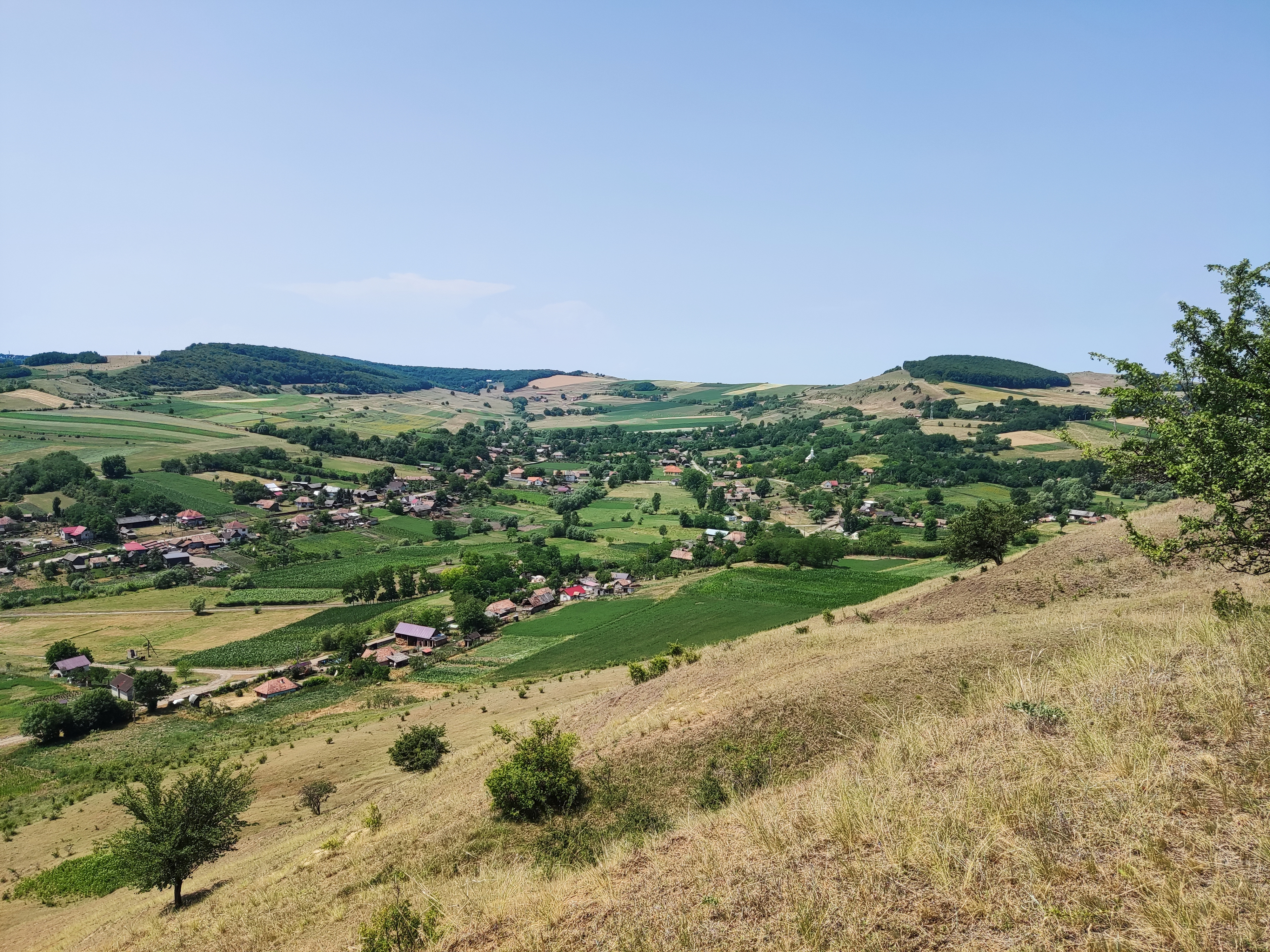
Satul vazut de pe dealul mare

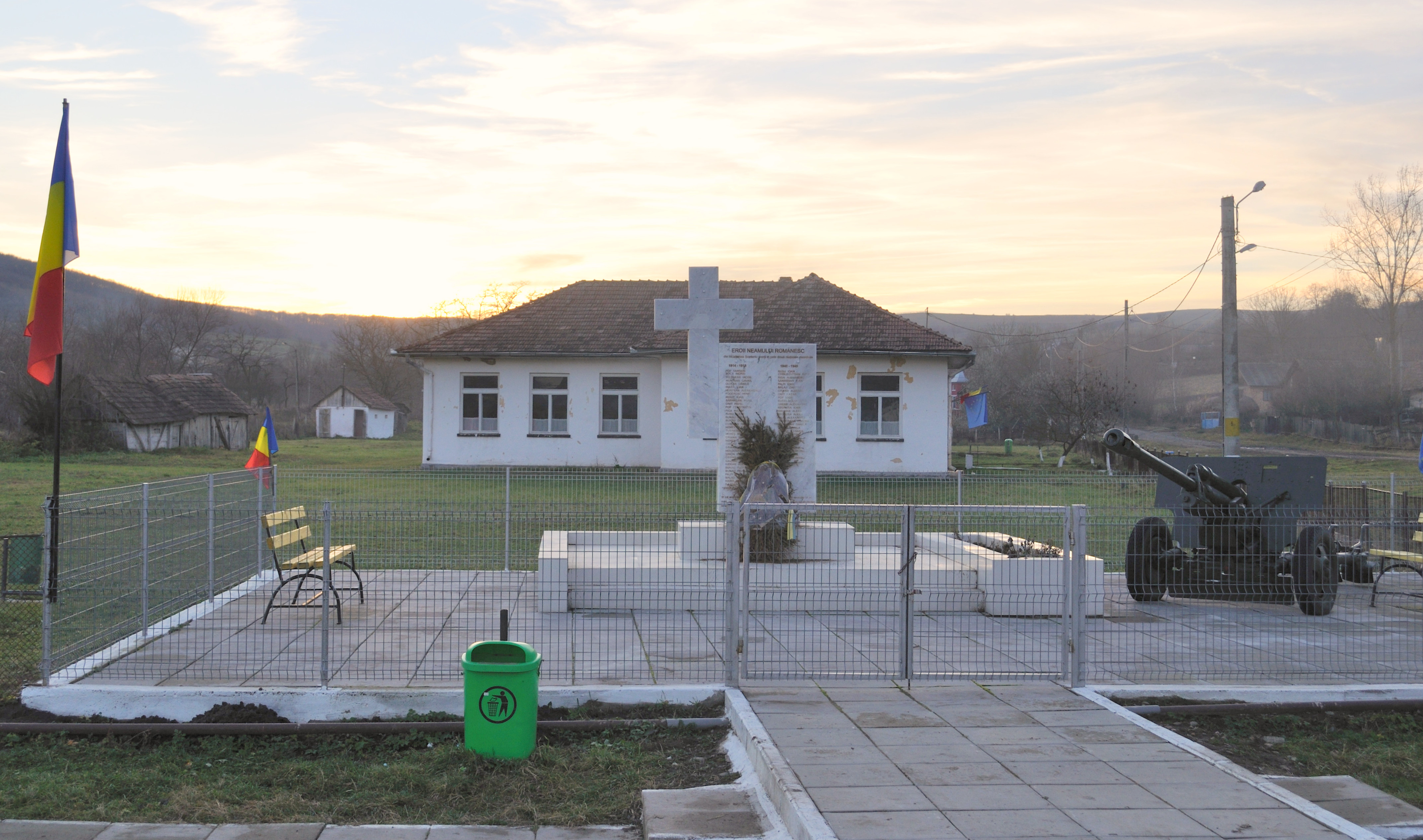
Monumentul eroilor
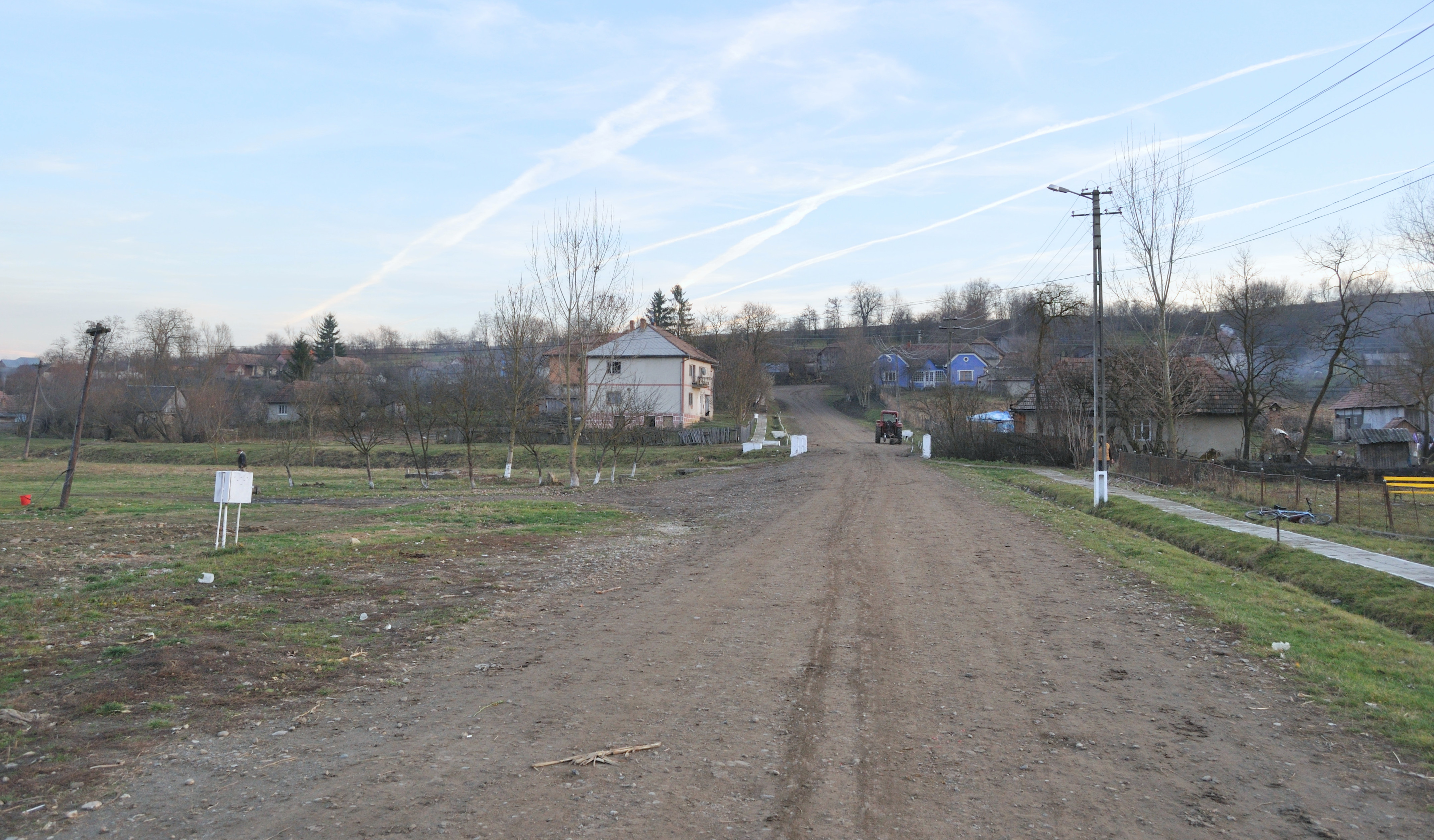
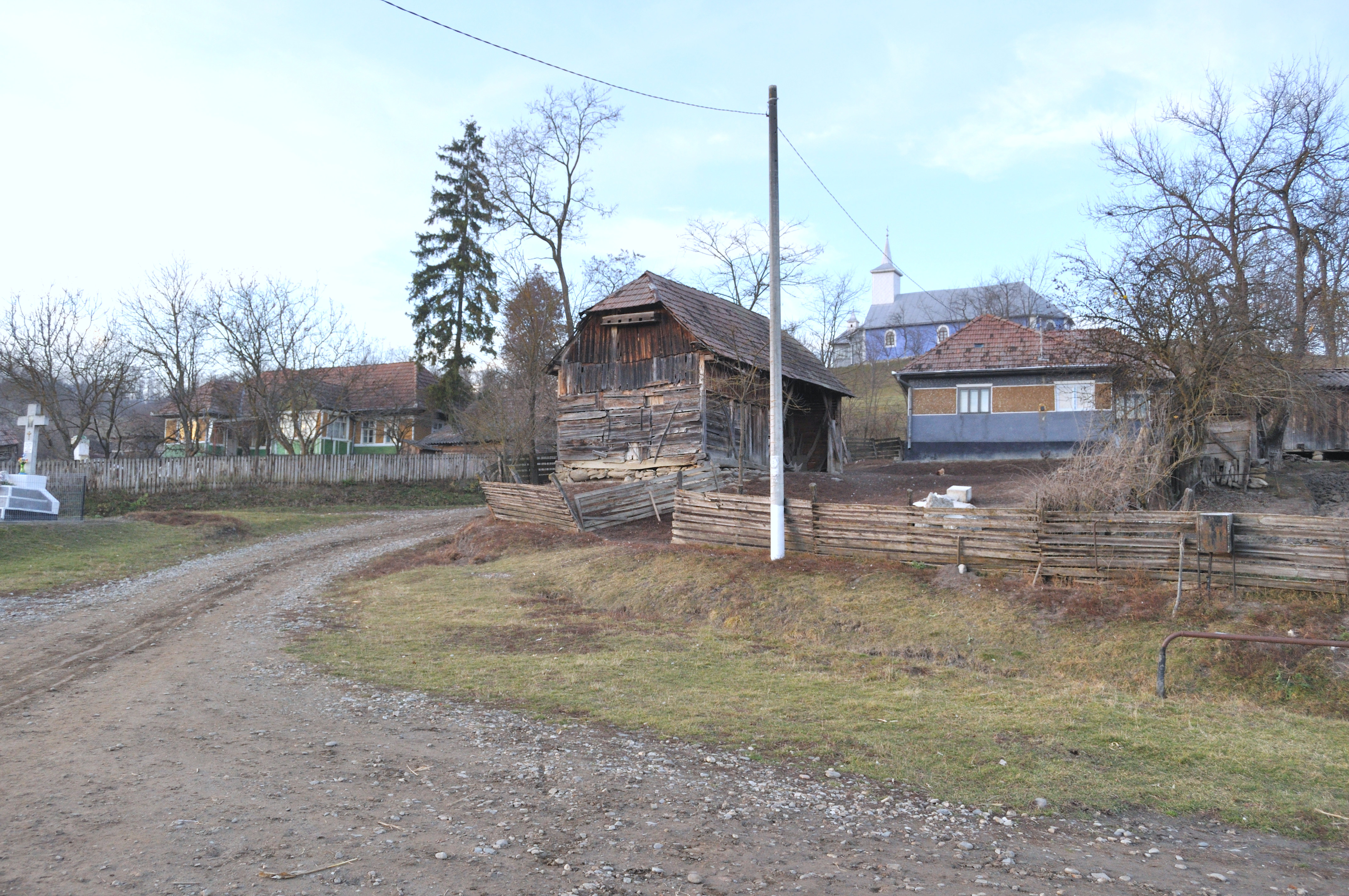